# Середня Вільшанка (Курська область)
Середня Вільшанка  (рос. Средняя Ольшанка) — село в Пристенському районі Курської області Російської Федерації.
Населення становить 297 осіб. Входить до складу муніципального утворення Середньовільшанська сільрада.

## Історія
Населений пункт розташований на території українського етнічного та культурного краю Східна Слобожанщина.
Від 2004 року входить до складу муніципального утворення Середньовільшанська сільрада.

## Населення
| 2002 | 2010 |
| ---- | ---- |
| 480  | ↘297 |